# Ram Charan
Konidela Ram Charan Teja (Chennai, 27 maart 1985), is een Indiaas acteur die met name in de Telugu filmindustrie actief is.

## Biografie
Charan vestigde zich als een gerenommeerde acteur van de Telugu filmindustrie met films als Magadheera (2009), Racha (2012), Naayak (2013), Yevadu (2014), Govindudu Andarivadele (2014), Dhruva (2016), Rangasthalam (2018), en RRR (2022).
In 2016 startte hij zijn eigen filmproductiehuis, Konidela Production Company.
Naast zijn filmcarrière is hij de eigenaar van Hyderabad Polo and Riding Club en mede eigenaar van de regionale luchtvaartmaatschappij TruJet.
Charan is de zoon van acteur Chiranjeevi en neef van acteurs Allu Arjun, Varun Tej, Sai Dharam Tej, Allu Sirish, Niharika Konidela en Panja Vaisshnav Tej.

## Filmografie
| Jaar | Film                            | Rol                              | Opmerking                                          |
| ---- | ------------------------------- | -------------------------------- | -------------------------------------------------- |
| 2007 | Chirutha                        | Charan                           |                                                    |
| 2009 | Magadheera                      | Kala Bhairava/ Harsha            |                                                    |
| 2010 | Orange                          | Ram Charan                       |                                                    |
| 2012 | Racha                           | Raj                              |                                                    |
| 2013 | Naayak                          | Ram Charan/ Siddharth Naayak     |                                                    |
| 2013 | Zanjeer                         | Vijay Khanna                     | Hindi film                                         |
| 2013 | Thoofan                         | Vijay Khanna                     |                                                    |
| 2014 | Yevadu                          | Charan/ Satya                    |                                                    |
| 2014 | Govindudu Andarivadele          | Abhiram                          |                                                    |
| 2015 | Bruce Lee: The Fighter          | Karthik/ Bruce Lee /Vikram Kumar |                                                    |
| 2016 | Dhruva                          | Dhruva                           |                                                    |
| 2017 | Khaidi No. 150                  |                                  | in nummer "Ammadu Let's Do Kummudu", ook producent |
| 2018 | Rangasthalam                    | Chelluboina Chitti Babu          |                                                    |
| 2019 | Vinaya Vidheya Rama             | Konidela Ram Charan              |                                                    |
| 2019 | Sye Raa Narasimha Reddy         |                                  | producent                                          |
| 2022 | RRR                             | Alluri Sitarama Raju             |                                                    |
| 2022 | Acharya                         | Siddha                           |                                                    |
| 2022 | Godfather                       |                                  | producent                                          |
| 2023 | Kisi Ka Bhai Kisi Ki Jaan       |                                  | Hindi film, in nummer "Yentamma"                   |
| 2024 | Modern Masters: S. S. Rajamouli |                                  | Netflix documentaire film                          |
| 2025 | Game Changer                    | Ram Nandan/ Appanna              |                                                    |